# Climacia desordenata
Climacia desordenata là một loài côn trùng trong họ Sisyridae thuộc bộ Neuroptera. Loài này được Monserrat miêu tả năm 2005.